# 相野々駅
相野々駅（あいののえき）は、秋田県横手市山内土渕（さんないつちぶち）字中島にある、東日本旅客鉄道（JR東日本）北上線の駅である。

## 歴史
- 1920年（大正9年）10月10日：鉄道省（国鉄）西横黒軽便線の駅として平鹿郡山内村に開業[2]。
- 1970年（昭和45年）1月1日：貨物の取り扱いを廃止[4]。
- 1983年（昭和58年）春：駅地下をアンダーパスする地下道が開通[5]。
- 1984年（昭和59年）2月1日：荷物扱いを廃止[4]。
- 1987年（昭和62年）4月1日：国鉄分割民営化により、JR東日本の駅となる[2][4]。
- 1994年（平成6年）10月1日：簡易委託化[3]。相野々駅長が廃止され、ほっとゆだ駅長管理下となる。
- 1996年（平成8年）
  - 6月1日：合築駅舎が開業[6]。
  - 10月1日：支社管轄区分変更により、横手駅長管理下となる。
- 2024年（令和6年）10月1日：えきねっとQチケのサービスを開始[1][7]。

## 駅構造
横手駅管理の簡易委託駅（横手市が受託し、山内ふれあい交流センター指定管理者に再委託）で、島式ホーム1面2線を持つ列車交換可能な地上駅である。ホームへは構内踏切で連絡している。
駅舎は山内ふれあい交流センターを併設した鉄骨造2階建ての合築駅舎で、延床面積は494平方メートルである。出札窓口のほか、2階にはカラオケルームなどがある。

### のりば
| 番線 | 路線    | 方向 | 行先     |
| ---- | ------- | ---- | -------- |
| 1    | ■北上線 | 下り | 横手方面 |
| 2    | ■北上線 | 上り | 北上方面 |

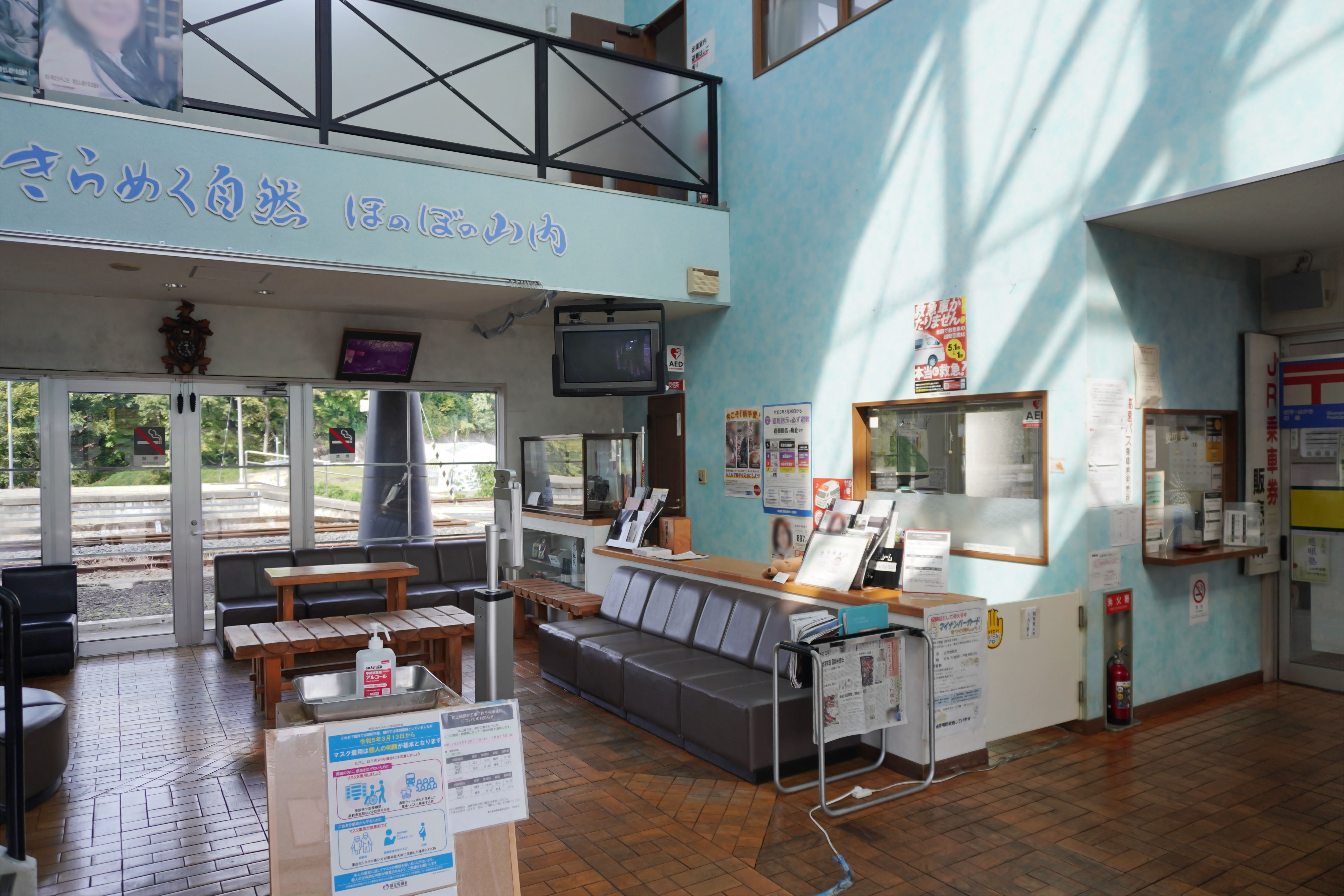
駅舎内（2023年10月）
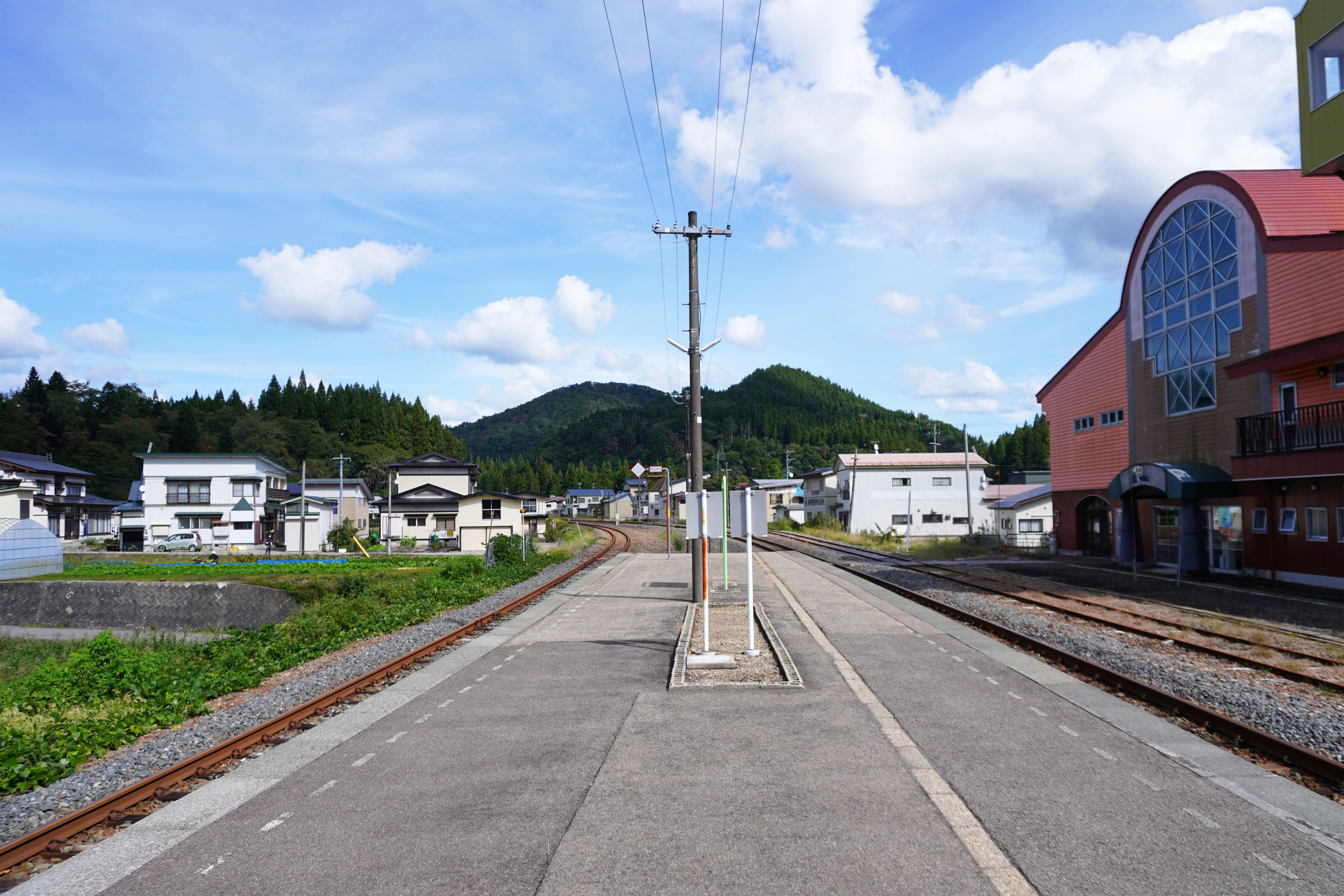
ホーム（2023年10月）
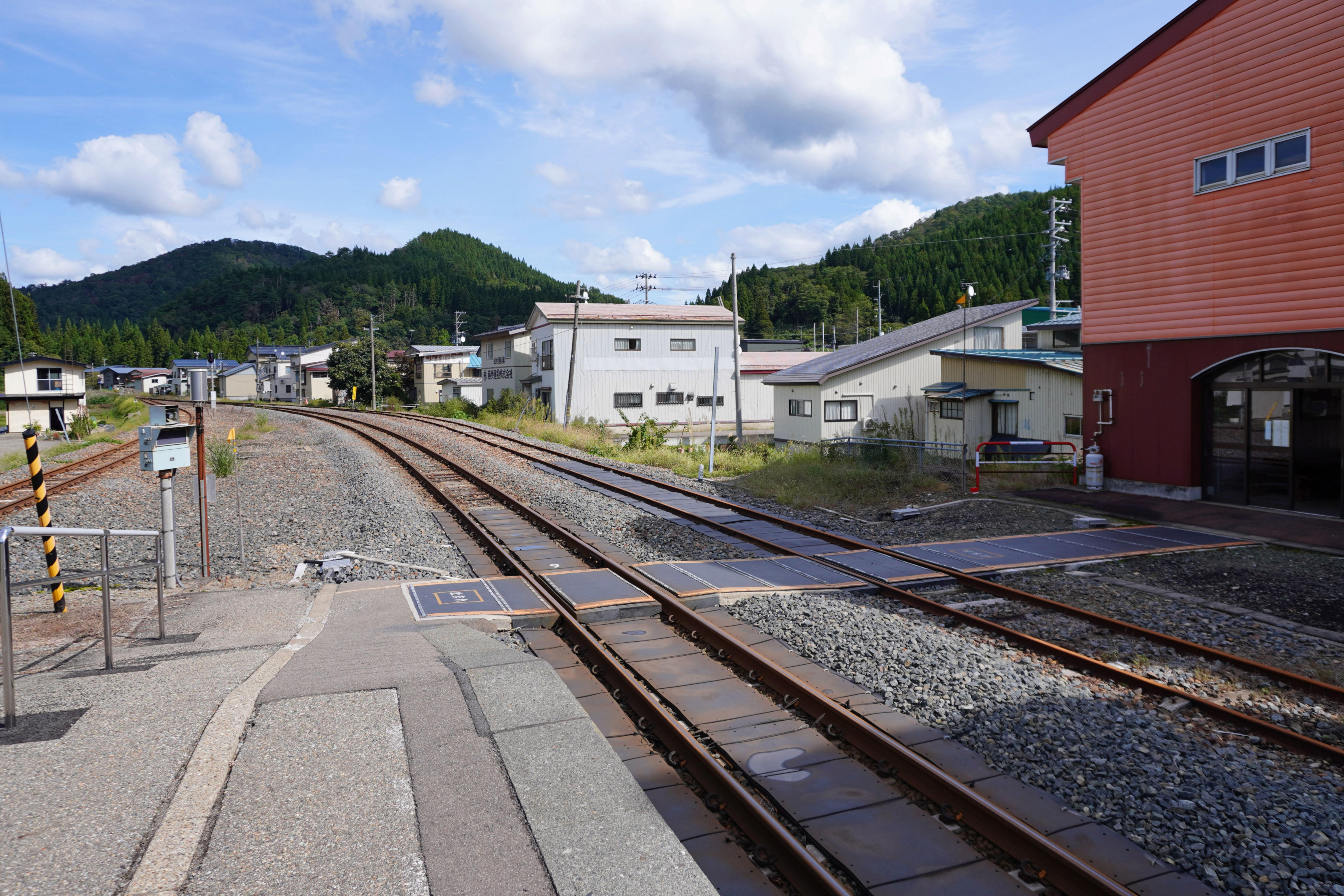
構内踏切（2023年10月）

## 利用状況
JR東日本によると、2023年度（令和5年度）の1日平均乗車人員は7人である。
2000年度（平成12年度）以降の推移は以下のとおりである。
| 1日平均乗車人員推移 | 1日平均乗車人員推移 | 1日平均乗車人員推移 | 1日平均乗車人員推移 | 1日平均乗車人員推移 |
| 年度                | 定期外              | 定期                | 合計                | 出典                |
| ------------------- | ------------------- | ------------------- | ------------------- | ------------------- |
| 2000年（平成12年）  |                     |                     | 93                  | [ 利用客数 2 ]      |
| 2001年（平成13年）  |                     |                     | 86                  | [ 利用客数 3 ]      |
| 2002年（平成14年）  |                     |                     | 75                  | [ 利用客数 4 ]      |
| 2003年（平成15年）  |                     |                     | 66                  | [ 利用客数 5 ]      |
| 2004年（平成16年）  |                     |                     | 61                  | [ 利用客数 6 ]      |
| 2005年（平成17年）  |                     |                     | 45                  | [ 利用客数 7 ]      |
| 2006年（平成18年）  |                     |                     | 41                  | [ 利用客数 8 ]      |
| 2007年（平成19年）  |                     |                     | 41                  | [ 利用客数 9 ]      |
| 2008年（平成20年）  |                     |                     | 36                  | [ 利用客数 10 ]     |
| 2009年（平成21年）  |                     |                     | 33                  | [ 利用客数 11 ]     |
| 2010年（平成22年）  |                     |                     | 34                  | [ 利用客数 12 ]     |
| 2011年（平成23年）  |                     |                     | 30                  | [ 利用客数 13 ]     |
| 2012年（平成24年）  | 11                  | 11                  | 22                  | [ 利用客数 14 ]     |
| 2013年（平成25年）  | 11                  | 8                   | 19                  | [ 利用客数 15 ]     |
| 2014年（平成26年）  | 10                  | 8                   | 19                  | [ 利用客数 16 ]     |
| 2015年（平成27年）  | 11                  | 6                   | 18                  | [ 利用客数 17 ]     |
| 2016年（平成28年）  | 10                  | 4                   | 14                  | [ 利用客数 18 ]     |
| 2017年（平成29年）  | 10                  | 1                   | 11                  | [ 利用客数 19 ]     |
| 2018年（平成30年）  | 9                   | 0                   | 10                  | [ 利用客数 20 ]     |
| 2019年（令和元年）  | 8                   | 2                   | 10                  | [ 利用客数 21 ]     |
| 2020年（令和02年）  | 5                   | 3                   | 9                   | [ 利用客数 22 ]     |
| 2021年（令和03年）  | 5                   | 2 7                 | [ 利用客数 23 ]     |                     |
| 2022年（令和04年）  | 5                   | 0                   | 5                   | [ 利用客数 24 ]     |
| 2023年（令和05年）  | 6                   | 1                   | 7                   | [ 利用客数 1 ]      |

## 駅周辺
- 鶴ヶ池公園
  - あいのの温泉 鶴ヶ池荘（休館中[9]）
- 秋田県道40号横手東成瀬線
- 秋田自動車道 山内バスストップ
- 国道107号
- 横手市役所 山内地域局
- 山内郵便局

## 隣の駅
東日本旅客鉄道（JR東日本）
■北上線
□快速
黒沢駅 - 相野々駅 - 横手駅
■普通
小松川駅 - *平石駅 - 相野々駅 - *矢美津駅 - 横手駅
*打消線は廃駅

### 記事本文
1. 1 2 3 4  「駅の情報（相野々駅）：JR東日本」東日本旅客鉄道。2024年8月28日時点のオリジナルよりアーカイブ。2024年8月31日閲覧。
2. 1 2 3  曽根悟（監修） 著、朝日新聞出版分冊百科編集部 編『週刊 歴史でめぐる鉄道全路線 国鉄・JR』 21号 釜石線・山田線・岩泉線・北上線・八戸線、朝日新聞出版〈週刊朝日百科〉、2009年12月6日、23頁。
3. 1 2  「JR北上線 4駅あすから無人 相野々駅は秋田・山内村が業務代行」『河北新報』河北新報社、1994年9月30日。
4. 1 2 3  石野哲（編）『停車場変遷大事典 国鉄・JR編 Ⅱ』（初版）JTB、1998年10月1日、489頁。ISBN 978-4-533-02980-6。
5. ↑  「相野々駅地下道 建設急ピッチ」『秋田魁新報』秋田魁新報社、1982年11月3日、朝刊、14面。
6. 1 2 3  「秋田・山内村の相野々駅舎が開業 「ポッポあいのの」 カラオケルームも」『河北新報』河北新報社、1996年6月2日。
7. ↑  「Suicaエリア外もチケットレスで! 東北エリアから「えきねっとQチケ」がはじまります (PDF)」（プレスリリース）、東日本旅客鉄道、2024年7月11日。2024年8月11日閲覧。
8. 1 2  「JR東日本：駅構内図・バリアフリー情報（相野々駅）」東日本旅客鉄道。2024年4月9日閲覧。
9. ↑  「鶴ケ池荘 令和9年入浴サービス再開をめざす －横手市公共温泉施設に関する説明会－ (PDF)」『さんない地域局だより No.36』横手市、2024年6月1日。2024年11月22日閲覧。

### 利用状況
1. 1 2  「各駅の乗車人員 2023年度 101位以下（8）| 企業サイト：JR東日本」東日本旅客鉄道。2025年7月15日閲覧。
2. ↑  「JR東日本：各駅の乗車人員（2000年度）」東日本旅客鉄道。2025年7月15日閲覧。
3. ↑  「JR東日本：各駅の乗車人員（2001年度）」東日本旅客鉄道。2025年7月15日閲覧。
4. ↑  「JR東日本：各駅の乗車人員（2002年度）」東日本旅客鉄道。2025年7月15日閲覧。
5. ↑  「JR東日本：各駅の乗車人員（2003年度）」東日本旅客鉄道。2025年7月15日閲覧。
6. ↑  「JR東日本：各駅の乗車人員（2004年度）」東日本旅客鉄道。2025年7月15日閲覧。
7. ↑  「JR東日本：各駅の乗車人員（2005年度）」東日本旅客鉄道。2025年7月15日閲覧。
8. ↑  「JR東日本：各駅の乗車人員（2006年度）」東日本旅客鉄道。2025年7月15日閲覧。
9. ↑  「JR東日本：各駅の乗車人員（2007年度）」東日本旅客鉄道。2025年7月15日閲覧。
10. ↑  「JR東日本：各駅の乗車人員（2008年度）」東日本旅客鉄道。2025年7月15日閲覧。
11. ↑  「JR東日本：各駅の乗車人員（2009年度）」東日本旅客鉄道。2025年7月15日閲覧。
12. ↑  「JR東日本：各駅の乗車人員（2010年度）」東日本旅客鉄道。2025年7月15日閲覧。
13. ↑  「JR東日本：各駅の乗車人員（2011年度）」東日本旅客鉄道。2025年7月15日閲覧。
14. ↑  「JR東日本：各駅の乗車人員（2012年度）」東日本旅客鉄道。2025年7月15日閲覧。
15. ↑  「各駅の乗車人員 2013年度 ベスト100以外（9）：JR東日本」東日本旅客鉄道。2025年7月15日閲覧。
16. ↑  「各駅の乗車人員 2014年度 ベスト100以外（9）：JR東日本」東日本旅客鉄道。2025年7月15日閲覧。
17. ↑  「各駅の乗車人員 2015年度 ベスト100以外（9）：JR東日本」東日本旅客鉄道。2025年7月15日閲覧。
18. ↑  「各駅の乗車人員 2016年度 ベスト100以外（9）：JR東日本」東日本旅客鉄道。2025年7月15日閲覧。
19. ↑  「各駅の乗車人員 2017年度 ベスト100以外（9）：JR東日本」東日本旅客鉄道。2025年7月15日閲覧。
20. ↑  「各駅の乗車人員 2018年度 ベスト100以外（9）：JR東日本」東日本旅客鉄道。2025年7月15日閲覧。
21. ↑  「各駅の乗車人員 2019年度 ベスト100以外（9）：JR東日本」東日本旅客鉄道。2025年7月15日閲覧。
22. ↑  「各駅の乗車人員 2020年度 101位以下（8）| 企業サイト：JR東日本」東日本旅客鉄道。2025年7月15日閲覧。
23. ↑  「各駅の乗車人員 2021年度 101位以下（8）| 企業サイト：JR東日本」東日本旅客鉄道。2025年7月15日閲覧。
24. ↑  「各駅の乗車人員 2022年度 101位以下（8）| 企業サイト：JR東日本」東日本旅客鉄道。2025年7月15日閲覧。